# Yes (album de Yes)
Cet article concerne l'album du groupe éponyme. Pour les autres significations, voir Yes (homonymie).
Albums de Yes
Time and a Word
(1970)
Singles
1. Sweetness
Sortie : 4 juillet 1969
2. Looking Around
Sortie : 3 novembre 1969

Yes est le premier album studio du groupe éponyme de rock progressif , sorti le 25 juillet 1969, sur le label Atlantic. Cet album est le premier de deux qui caractérisent les débuts du groupe, avant que celui-ci ne développe ce qui est aujourd'hui considéré comme son propre style musical.

## Historique

### Genèse
La genèse de ce premier album remonte à janvier 1968, et donc, du même coup, à la fondation du groupe par Chris Squire et Jon Anderson. Après un concert au Marquee Club dans le quartier de Soho à Londres avec son groupe Mabel Greer's Toyshop, Squire est présenté à Anderson par le propriétaire d'un bar où ce dernier donne un coup de main pour le service à l'époque. C'est alors que les deux se découvrent des points communs, notamment leur amour des groupes à harmonies vocales, de Simon & Garfunkel et The Byrds aux Beatles et The 5th Dimension. La chanson Sweetness est écrite par Jon Anderson, Clive Bailey et Chris Squire et ce qui deviendra le groupe Yes se développe durant les quelques mois suivants.
En juin 1968, le guitariste Peter Banks – anciennement du groupe The Syn avec Squire – et le batteur Bill Bruford se joignent au projet, remplaçant respectivement Clive Bailey et Bob Hagger, tous deux membres du précédent groupe de Squire, Mabel Greer's Toyshop. Puis, finalement, l'organiste et pianiste Tony Kaye complète la formation dite « originale » du groupe. Sous le nom « Yes », les cinq musiciens jouent dans des petites salles de spectacles (notamment au Marquee Club, chaque mercredi durant quelques mois, à partir du 1er janvier 1969) des clubs et des bars locaux dont le Speakeasy, interprétant des chansons de groupes tels que les Beatles, Crosby, Stills, Nash and Young, The 5th Dimension et Traffic,.
Ils font aussi la première partie du concert d'adieu de Cream au Royal Albert Hall en remplacement du groupe Sly and the Family Stone, à Londres, le 26 novembre 1968, ainsi que l'ouverture du seul et unique concert britannique de Janis Joplin le 21 avril 1969, toujours au Royal Albert Hall.
Toutefois, c'est en assistant à un concert du groupe émergeant King Crimson, en 1969, que Yes réalise qu'il doit se plier à un horaire plus rigoureux de répétitions afin de rivaliser avec la « compétition » de la scène musicale londonienne. Avec une quantité considérable de compositions originales, Yes signe un contrat avec le label Atlantic Records, et entre en studio en août 1969, afin d'enregistrer son premier album.

### Enregistrement
À l'été 1969, Yes enregistre les chansons qui vont constituer son premier album, aux studios Advision, à Londres. Parmi les pièces retenues pour apparaître sur l'album, six sont des chansons originales composés par des membres du groupe (principalement Anderson et Squire), et deux sont des reprises de pièces déjà connues ; I See You des Byrds et Every Little Thing des Beatles. Bruford précise que le groupe est à l'époque influencé par un grand nombre d'artistes, les membres ayant des goûts et des références musicales différentes. Ainsi, il note Simon & Garfunkel, The Beach Boys, Jean Sibelius, Leonard Bernstein, Max Roach et The Who en tant qu'influences du groupe lors de la composition et de l'enregistrement de l'album. À noter la chanson Beyond and Before est une composition datant du groupe de Chris Squire et Peter Banks, Mabel Greer's Toyshop, qu'ils interprétaient déjà avant de la reprendre pour ce premier album de Yes.
La session d'enregistrement est ardue, certains membres du groupe ayant peu d'expérience en studio. De plus, aucun des membres ne connaissait de producteur professionnel, c'est donc le label qui leur assigne le producteur Paul Clay, qui prend en charge l'enregistrement et le mixage de l'album.

## Réception
À sa sortie, ce premier disque a droit à une attention particulière de la critique, donnant lieu à une réception généralement positive de l'album, notamment des magazines Rolling Stone et Melody Maker. Cependant, malgré cet accueil médiatique favorable, il ne retient pas particulièrement l'attention du public, se vendant très faiblement ; il faut attendre l'album suivant, Time and a Word, afin que le groupe se taille une place dans le hit-parade britannique.
Rétrospectivement, à la suite du succès mondial subséquent du groupe, ce premier album obtient une plus grande attention, autant de la part du public que des médias, et est aujourd'hui considéré comme un élément important dans le développement du rock progressif au cours des années 1970. Dans une critique récente, Bruce Elder du site AllMusic décrit l'album comme une recherche sonore réussie et intéressante mais trop ambivalente, tout en mentionnant également certains défauts liés à la production.

## Titres
| 1. | Beyond & Before     | Chris Squire, Clive Bailey | 4:58 |
| 2. | I See You           | Jim McGuinn, David Crosby  | 6:54 |
| 3. | Yesterday and Today | Jon Anderson               | 2:53 |
| 4. | Looking Around      | Jon Anderson, Chris Squire | 4:05 |

| 1. | Harold Land        | Jon Anderson, Bill Bruford, Chris Squire | 5:45 |
| 2. | Every Little Thing | John Lennon, Paul McCartney              | 5:46 |
| 3. | Sweetness          | Jon Anderson, Clive Bailey, Chris Squire | 4:35 |
| 4. | Survival           | Jon Anderson                             | 6:23 |

| 1. | Everydays (Single Version)         | Stephen Stills                      | 6:23 |
| 2. | Dear Father (Early Version #2)     | Chris Squire, Jon Anderson          | 5:51 |
| 3. | Something's Coming                 | Leonard Bernstein, Stephen Sondheim | 7:09 |
| 4. | Everydays (Early Version)          | Stephen Stills                      | 5:18 |
| 5. | Dear Father (Early Version #1)     | Chris Squire, Jon Anderson          | 5:31 |
| 6. | Something's Coming (Early Version) | Leonard Bernstein, Stephen Sondheim | 8:02 |

## Musiciens
- Jon Anderson : chant, guitare acoustique, percussions
- Peter Banks : guitare, chœurs
- Chris Squire : basse, chœurs
- Tony Kaye : orgue Hammond, piano
- Bill Bruford : batterie, vibraphone sur Yesterday and Today

Note : Sur l'édition originale de 1969, Anderson est crédité en tant que « John Anderson », n'ayant pas encore adopté l'orthographe « Jon ».

## Conception graphique
- David Gahr : photographie
- Haig Adishian : graphisme et conception visuelle